# Egg (Zwitserland)
Egg is een gemeente en plaats in het Zwitserse kanton Zürich, en maakt deel uit van het district Uster.
Egg telt 7889 inwoners.

## Geboren
- Dorothée Fierz, politica
- Dorothea Boller (1811-1895), sekteleidster
- Muriel Furrer (2006-2024), wielrenster